# Золотий Лев (казка)
Золотий лев (нім. Vom goldnen Löwen) — італійська казка, зібрана Лаурою Ґонзенбах у Sicilianische Märchen. Ендрю Ленг включив його до «Рожевої казкової книги». 

## Сюжет
Було в одного купця троє синів. Найстарший вирушив і знайшов місто, де король проголосив, що той, хто знайде його доньку протягом восьми днів, одружиться з нею, але кожен, хто спробує та не вдасться, втратить голову. Син спробував і не вдалось. Його брат пішов за ним і теж зазнав невдачі.
Молодший син купця слідом за своїми братами дізнався про їхню долю і допоміг старій жінці, яка просила у нього милостиню. Вона запитала, чи не в нього біда, і молодик пояснив у яку халепу потрапив. Вона сказала йому, що він повинен купити статую золотого лева, який грає музику, щоб він міг сховатися в ній. Після того, як статуя була завершена, чоловік сховався всередині. Стара показала цареві лева. Коли він захотів її, вона сказала йому, що може позичити її йому лише на ніч. Король приніс лева таємними сходами до дванадцяти однакових дівчат. Вночі юнак благав принцесу допомогти йому, і вона сказала йому, що одягне білий пояс, коли він прийде за нею, щоб він міг її впізнати.
Стара забрала лева. Юнак вийшов зі схованки і пішов до короля, який дав йому дозвіл розшукати принцесу. Юнак пішов до місця, де була схована царівна, і вибрав дівчину, яка носила білий пояс.
Король погодився на їхнє весілля. Потім купецький син і принцеса відпливли з її приданим. Вони також дали старій жінці грошей, щоб вистачило до кінця її днів.

## Аналіз
Цей спосіб завоювання принцеси зустрічається також у казках «Прекрасна Фіоріта» та «Принцеса, яка сховалася під землею».

### Класифікація
Незабаром після того, як він розробив свою класифікацію народних казок, фінський фольклорист Антті Аарне опублікував у 1912 році дослідження про колекції братів Грімм, австрійського консула Йоганна Георга фон Хана, данського фольклориста Свенда Грундтвіга, швейцарського вченого Лаури Гонзенбах і Олександра Афанасьєва. Згідно з цією первинною системою, розробленою в 1910 році, казка відповідає типу 854, «Золотий олень (Коза, Баран)»: принц входить до кімнати принцеси, захованої в статуї тварини із золота, і завойовує руку принцеси.  Це введення було підтверджено професорами Джеком Зіпсом і Стітом Томпсоном, який також класифікував казку як AaTh 854, «Золотий баран». 
Згідно з анотаціями Рейнхольда Келера до казки, у грецькому варіанті герой одягається в золоте руно ягняти, щоб увійти в покої принцеси, а в іншій казці він може переодягнутися в орла, щоб дістатися до її кімнати.  В ірландському варіанті принц входить до кімнати принцеси всередині золотого оленя. 
За словами Джека Зіпса, тип казки зустрічається в Європі, Туреччині та Південній Америці та має літературну традицію.